# Ріхард Дубра
Ріхард Дубра (народився 28 лютого 1964, Рига, Латвійська РСР, СРСР) — латиський композитор. Багато з його робіт написані під впливом релігії, в тому числі «Te Deum» та «Alma Mater Redemptoris» для сопрано саксофона, хору і органу.
Ріхард Дубра отримав замовлення сучасного музичного товариства Лаута (графство Лаут, Ірландія), з написання хорового твору англійською мовою, ґрунтуючись на словах «Радуйся, Цариця Небесна». Світова прем'єра була дана державним хором Латвії в лютому 2008 року в кафедральному соборі Святого Патрика в Дандолку.